# 야른크네 (9세기)
야른크네(고대 노르드어: Járnkné, ? ~ ? )는 9세기 바이킹 지도자로 더블린 왕국의 왕을 지낸 것으로 생각된다. "야른크네"란 "무쇠 무릎(Iron-Knee)"이라는 뜻으로 게일어로는 글루니어란(아일랜드어: Glúniarann)이라고 읽는다. 이바르 왕조의 일원일 가능성도 있지만 확실하지는 않다.
《울라 연대기》에 딱 한 번 언급되는데, 더블린 병사들을 이끌고 오늘날의 아마 시 지역을 약탈했다는 내용이다. 야른크네가 이끄는 더블린의 "이방인"들은 아마 사람 710명을 포로로 잡아 끌고 갔다.
그 외에 야른크네의 이름이 등장하는 사료는 《에린 왕국 연대기》가 유이하며, 《울라 연대기》와 같은 사건을 언급하고 있다. 야른크네가 이끄는 더블린 바이킹들은 교회와 예배당을 부수고 710명을 포로로 끌고갔다.
Downham은 야른크네가 시그트뤼그 이바르손을 계승하여 더블린 왕을 지냈다고 추측한다. 880년대에서 890년대 더블린은 궁중 암투로 바람 잘 날이 없었기에 누가 나라를 다스리는지조차 불확실했다. 당대 연대기들에는 야른크네의 치세를 따로 배정하고 있지 않으며, 뒷날 10세기에 이바르 가 사람이 확실한 동명이인(야른크네)이 나온다. 어쩌면 9세기의 야른크네도 이바르와 관련이 있었을 수도 있다. 야른크네가 어떻게 죽었는지는 알 수 없다. 다만 야른크네의 아들로 보이는 글룬트라드나(Glúntradna)는 연대기들에 등장하는데, 이바르의 손자 올라프를 비롯한 800명의 사람들과 함께 코날러 미르헴네의 자객들에게 살해당했다고 한다. 《스코틀랜드 편년사》에도 이 암살 사건이 언급되지만, 그 이상의 정보는 주어지지 않는다.

## 참고 자료
1차 사료
- “Annals of the Four Masters”. 《Corpus of Electronic Texts》 16 December 2012판. University College Cork. 2012. 2015년 1월 7일에 확인함.
- “The Annals of Ulster”. 《Corpus of Electronic Texts》 15 Augu 2012판. University College Cork. 2012. 2014년 11월 23일에 확인함.

2차 자료
- Downham, Clare (2007). 《Viking Kings of Britain and Ireland: The Dynasty of Ívarr to A.D. 1014》. Edinburgh: Dunedin Academic Press. ISBN 978-1-903765-89-0.
- Holman, Katherine (2012년 4월 26일). 《The Northern Conquest: Vikings in Britain and Ireland》. Andrews UK Limited. ISBN 978-1-908493-53-8.

| 시그트뤼그 이바르손 | 제5대 더블린 국왕 ?년–?년 | 이바르 우어 이바르 |